# TOI-500
TOI-500とは、地球から約47.3924パーセク離れた場所に位置する恒星である。
2022年、1つの超短周期惑星を含む4つの太陽系外惑星が存在することがTESSや高精度視線速度系外惑星探査装置（HARPS）などによって発見された。これらは内側の2つが地球型惑星、外側の2つが海王星型惑星であるとされている。

## 概要
TOI-500は、約0.74太陽質量、約0.68太陽半径を持つスペクトル分類がK6の恒星である。HARPSやスーパーWASPによる観測により、TOI-500の自転周期は40~45日であるとされている。
「TOI-500」の「TOI」はTESS object of interestであり、トランジット系外惑星探索衛星（TESS）による観測で周囲に惑星候補が検出された際に指定される。他に「TIC 134200185」等の名称も持つ。TIC 134200185の「TIC」はTESS Input Catalogを指し、TESSによる観測の対象となる恒星に与えられる。
| 太陽 | TOI-500   |
| ---- | --------- |
| 太陽 | Exoplanet |

## 惑星系
| 名称 （恒星に近い順） | 質量                 | 軌道長半径 （天文単位）  | 公転周期 (日)       | 軌道離心率         | 軌道傾斜角        | 半径                  |
| --------------------- | -------------------- | ------------------------ | ------------------- | ------------------ | ----------------- | --------------------- |
| b                     | 1.42 ± 0.18 M⊕       | 0.01189+0.00041 −0.00040 | 0.548177 ± 0.000019 | 0.063+0.073 −0.044 | 82.09+2.53 −1.31° | 1.166+0.061 −0.058 R⊕ |
| c                     | ≥5.03 ± 0.41 M⊕      | —                        | 6.6356 ± 0.0040     | 0.072+0.074 −0.050 | —                 | —                     |
| d                     | ≥33.12 ± 0.88 M⊕     | —                        | 26.233 ± 0.020      | 0.016+0.017 −0.011 | —                 | —                     |
| e                     | ≥15.05+1.12 −1.11 M⊕ | —                        | 61.30 ± 0.28        | 0.073+0.068 −0.051 | —                 | —                     |

### bの発見

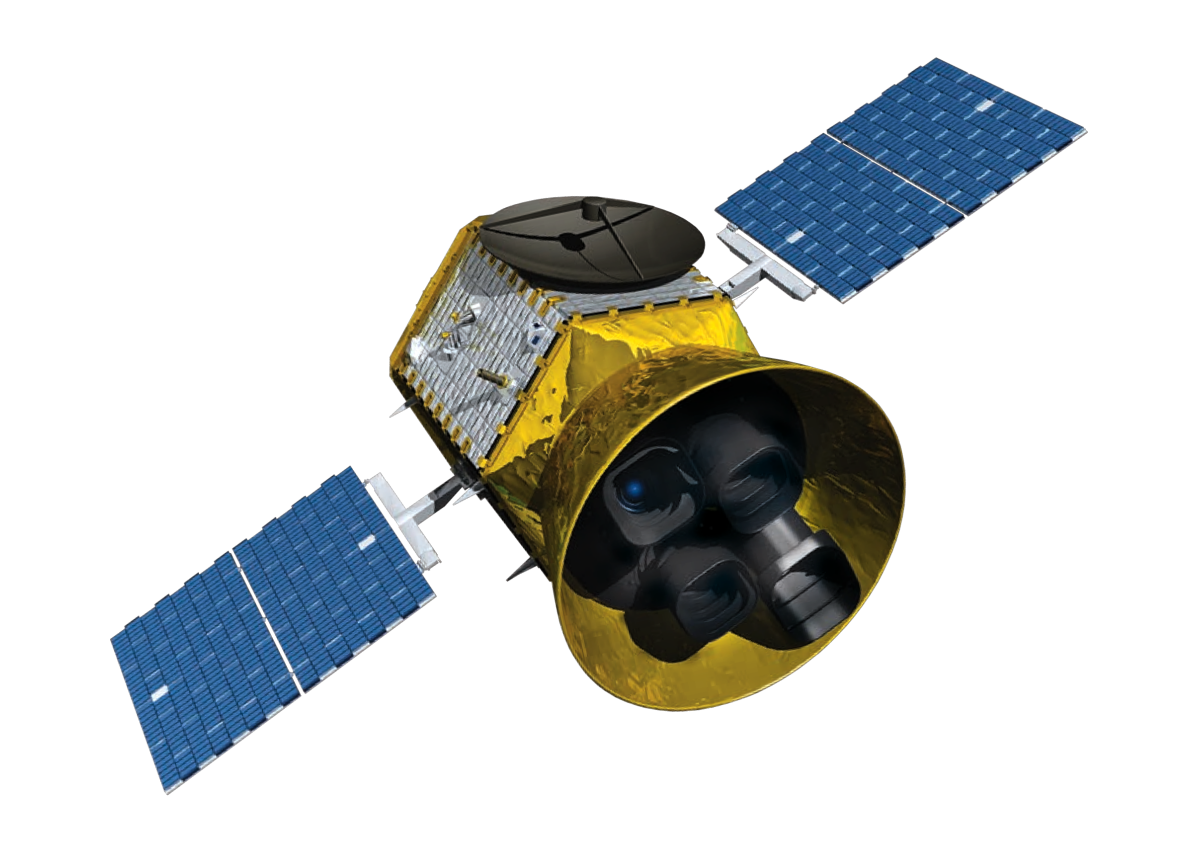
TOI-500 bを発見したTESS

TOI-500 bは、2019年3月8日に最初にTESSによるトランジット法を用いた観測でこの恒星に惑星候補が発見され、それによってTESS object of interest（TOI）が与えられた。恒星は「TOI-500」、惑星候補は「TOI-500.01」と指定された。TOIが与えられた恒星および惑星候補はフォローアップ観測の対象となる。TOI-500.01はフォローアップ観測が行われ、誤検出である証拠は見つからなかった。惑星候補は2022年に確認され、その発見を公表する論文は2022年1月19日にarXivにて投稿された。この論文では、この惑星候補以外にも13個の温度が高く公転周期の短い惑星の発見および確認が公表されている。これらの惑星候補は、TESS Follow-up Observing Program（TFOP）やDAVE、TRICERATOPSによってフォローアップ観測が行われている。これにより、惑星には「TOI-500 b」という名称が与えられた。

### c・d・eの発見
2022年4月28日、ドップラー分光法によってb以外に追加の惑星が存在することを公表する論文がarXivにて投稿された。これらの惑星は高精度視線速度系外惑星探査装置（HARPS）によってTOI-500.01のフォローアップ観測が行われた際に発見された惑星であり、トランジットを起こす惑星ではないとされている。3つの惑星はそれぞれ公転周期が約6.6日のTOI-500 c、約26.2日のTOI-500 d、約61.3日のTOI-500 eである。

### 特性
TOI-500 bの半径は約1.16地球半径であり、地球型惑星とされている。公転周期は約0.55日であり、超短周期惑星に分類される。トランジットが観測されたbと違い、c・d・eはトランジットが観測されておらず軌道傾斜角が不明である。b以外のトランジット信号は検出されていない。そのため、c・d・eの質量は最小質量しか測定されていない。この最小質量によって、cは地球型惑星（スーパーアース）であり、d・eは海王星型惑星である可能性が高いとされている。
4つの惑星の軌道離心率は小さく、軌道は円軌道に近い。TOI-500系は、小さな超短周期惑星とその他の木星型惑星でない惑星で形成されている正確な質量が測定された多惑星系である。これに似た惑星系としては、TOI-561系がある。